# Is It Always Right to Be Right?
Is It Always Right to Be Right? é um filme de animação em curta-metragem estadunidense de 1970 dirigido e escrito por Lee Mishkin e Orson Welles. Venceu o Oscar de melhor curta-metragem de animação na edição de 1971.